# XPde
Az XP Desktop Environment (röviden XPde) egy olyan grafikus felhasználói felület melynek célja, hogy a Microsoft Windows XP operációs rendszer felhasználói felületét a Linux felhasználók számára elérhetővé tegye. Készítői ezáltal szerették volna megkönnyíteni a felhasználók áttérését a Linux rendszerekre. Bár az XPde minden elérhető X ablakkezelővel kompatibilis, a szerzők mellékelték hozzá a saját XPwm nevű ablakkezelőjüket.
A felhasználói környezet fejlesztése Kylix-ben történt, azonban 2004. augusztus 21. óta a 0.5.1-es verziónál áll.
Az XPde egy jogi szürke zónában létezik. Bár elvileg semmi nem tiltja a fejlesztését, de Bill Gates felhívta rá a figyelmet, hogy a nyílt forrású projektek a Microsoft szellemi tulajdonát veszélyeztetik amennyiben új fejlesztések helyett azok klónjaként jönnek létre.
A Barnix nevű Linux-disztribúció XPde-t használ.

## Kapcsolódó szócikk
- X ablakkezelő